# الاتحاد الإسلامي الليبرالي
الاتحاد الإسلامي الليبرالي هي جمعية دينية مسجلة غير ربحية، مقرها وإدارتها في هامبورغ، وهي تمثل ممارسة ليبرالية للإسلام.

## التاريخ
تأسس الاتحاد الإسلامي الليبرالي في صيف عام 2010. تهدف جمعية المسلمين في ألمانيا إلى تمثيل المواطنين المسلمين في ألمانيا الذين لا يشعرون بتمثيل كافٍ في المناقشات العامة، والمنظمات الإسلامية [الألمانية] الأخرى، والعمليات السياسية مع آرائهم الليبرالية تجاه الإسلام. لا يمكن أن يصبح الأعضاء الكاملين إلا المسلمين الذين لا ينتمون إلى أي جمعية إسلامية أخرى. أول رئيسة للبنك الإسلامي الليبي هي أوديت يلماز،  خليفة الباحثة الإسلامية نوشين أتمجا. كانت رئيسة المؤسسة منذ عام 2010 هي لمياء قدور، وهي باحثة إسلامية وعضوة في البرلمان الألماني (البوندستاغ) عن تحالف 90/الخضر منذ آذار 2022. ومن الأعضاء المشهورين الآخرين الإمام ربيعة مولر (عضو مؤسس)، وسهام زعاج، والكاتبة هلال سزكين.
توجد مجتمعات في كولونيا ، فرانكفورت أم ماين ، برلين ، هامبورغ وجوتنجن. وبحسب بيان صادر عن الحزب، يجري العمل على إنشاء بلديات أخرى في مدينة شتوتغارت ومنطقة راين نيكار.

## طالع أيضًا
- الحركات الليبرالية في الإسلام
- الإسلام في ألمانيا

## روابط خارجية
- الاتحاد الإسلامي الليبرالي الخامس.
- جماعات الاتحاد الإسلامي الليبرالي الخامس.
- قناة الاتحاد الاسلامي الليبرالي على اليوتيوب الخامس.